# Daniello Berlinghieri
Daniello Berlinghieri (Siena, 24 dicembre 1761 – Parigi, 17 gennaio 1838) è stato un politico e ambasciatore italiano.

## Biografia
Daniello Berlinghieri nacque a Siena il 24 dicembre 1761 da Quintilio e Violante Wyer. Per via paterna apparteneva a una delle famiglie della nobiltà patrizia cittadina, presente sin dalla fine del XII secolo nel governo della città, la madre era figlia del generale Daniele Wyer, un gentiluomo irlandese a cui, ancora in epoca medicea, era stato affidato il comando della Fortezza di Siena; lo mise alla luce in età matura, ormai cinquantenne, ventisei anni dopo quello che fu il suo unico fratello, Edoardo, ufficiale della marina toscana.
All'età di appena dodici anni, nel 1773, fu mandato sull'isola di Malta per servire come paggio il Gran maestro dell'Ordine dei Cavalieri di San Giovanni di Gerusalemme e, già l'anno successivo, grazie a una dispensa pontificia, fu fatto cavaliere, soprassedendo alla regola che richiedeva per quella nomina un'età di almeno quindici anni. Il 9 settembre del 1775 scoppiò una rivolta contro i cavalieri giovanniti, animata da un gruppo di sacerdoti e chierici maltesi: Berlinghieri fece in tempo a prendere parte alla repressione che ne seguì prima di rientrare a Siena, dove sarebbe rimasto per tre anni per frequentare il Convitto Tolomei, luogo privilegiato della formazione delle classi dirigenti cittadine. A Malta sarebbe tornato nel 1779 per dedicarsi al tradizionale servizio marittimo dei cavalieri gerosolimitani, cosa che non gli avrebbe impedito di continuare a coltivare gli studi, scientifici e umanistici, per i quali poté valersi della ricca biblioteca dell'Ordine, il cui patrimonio ammontava allora a oltre trentamila volumi.
Nel luglio del 1784 partecipò alla fallimentare spedizione che la Spagna, affiancata da altre forze, organizzò contro Algeri per reagire alle continue incursioni dei pirati algerini sulle coste andaluse e catalane, lasciandone una relazione manoscritta dove espresse un giudizio sostanzialmente negativo sul modo in cui l'operazione era stata condotta.  Berlinghieri avrebbe continuato ancora per poco a militare sulle navi dell'Ordine: a dar adito ai suoi biografi, ragioni di salute, legate agli anni di servizio prestati in mare, lo spinsero infatti a far ritorno a Siena. Intanto, dal novembre del 1789, era stato nominato Ricevitore del Priorato di Pisa e in quella veste, fino al 1826, continuò a servire i cavalieri di Malta, recependone una cospicua commenda. Come potenza militare e politica i cavalieri di Malta erano comunque ormai al tramonto: per ragioni di corruzione interna - che Berlinghieri avrebbe denunciato nel 1790 ad Antonio Miari, allora segretario del Gran maestro per gli affari d'Italia, nella memoria intitolata "Del modo di riordinare la religione gerosolimitana" - e poi, soprattutto, per il volgere rapido degli eventi che mutavano in quegli anni il volto dell'Europa e che nel 1798, tra le altre cose, portarono all'occupazione francese di Malta .
Il ritorno in Toscana coincise per Berlinghieri con l'avvio di una «verace amicizia» - così la definisce Ettore Romagnoli nella sua biografia - con la nobildonna Anna Martini, già moglie del gentiluomo senese Antonio Rinieri de' Rocchi: di lei, affiliata all'Accademia dei Rozzi e animatrice di un salotto letterario che anche Vittorio Alfieri ebbe modo di frequentare, Berlinghieri divenne cicisbeo; finì così per legarsi strettamente alla coppia e per diventare una figura familiare per i loro figli - con i coniugi Rinieri del resto condivideva anche ascendenze genealogiche, come quella, di antica data, col poeta Guido Cavalcanti, antenato comune a Berlinghieri e ad Anna
Nel 1791 cominciò ad assistere, a titolo gratuito, Guido Savini, allora provveditore dell'Università di Siena, venendo confermato in quest'incarico anche sei anni dopo, quando, con la morte del Savini - di cui Berlinghieri curò l'edizione di un cospicuo nucleo di scritti, intitolato "Prose e poesie", Francesco Rossi, Siena 1800 (la prefazione al volume uscì anche negli «Atti dell'Accademia delle scienze di Siena detta dei Fisiocritici», VIII, 1800) - la direzione dello Studio senese fu presa dall'abate Ansano Luti. Negli anni immediatamente successivi, e in particolare tra 1798 e 1800, affiancò il generale Francesco Spannocchi Piccolomini, a cui era legato da rapporti di parentela e amicizia, nell'organizzazione della fragile difesa che il Granducato di Toscana poté opporre all'occupazione napoleonica. A partire dal 1803, con la malattia che colpì Luti, diventò di fatto provveditore dell'Università, incarico che gli venne poi formalmente affidato il 23 marzo del 1807. La piena inclusione della Toscana nell'Impero francese ebbe una ripercussione sulle realtà accademiche preesistenti, che vennero a trovarsi subordinate all'Università di Parigi. Nel quadro di una complessiva riorganizzazione degli atenei furono così emesse due ordinanze che, con decorrenza dal primo gennaio 1809, sancivano, da un lato, la chiusura dell'Università di Siena, dall'altro, l'inaugurazione di una Scuola medica, dipendente dall'Università di Pisa, nello Spedale senese del Santa Maria della Scala. Oltre alla nomina di «Commissario speciale incaricato di amministrare i beni e le rendite della soppressa Università», a Berlinghieri venne allora attribuita anche quella di Commissario della nuova Scuola medica e fu anche grazie ai suoi buoni uffici se quest'ultima assunse i caratteri di una vera e propria seconda facoltà di medicina dell'Ateneo pisano. Per restare a questi anni non va poi dimenticato come, con un decreto del 6 ottobre 1808, Berlinghieri, insieme ad Antonio Bellanti Piccolomini, Giovanni Valeri e ad Antonio Rinieri de' Rocchi, venisse nominato dal Governo francese nella commissione incaricata di valutare il patrimonio dei conventi soppressi nel territorio del Dipartimento dell'Ombrone, nell'evenienza che vi fossero beni meritevoli di essere conservati. Con il crollo dell'Impero napoleonico Berlinghieri, ancor prima di tornare alla guida dell'Università di Siena - che Ferdinando III avrebbe ricostituito il 20 dicembre 1814 - partì per Vienna per rappresentare, insieme al balì Antonio Miari, le ragioni dell'Ordine dei cavalieri di Malta al congresso che le potenze europee stavano organizzando per restaurare un nuovo equilibrio geopolitico. La missione, che si protrasse dal settembre del 1814 fino all'estate dell'anno successivo, si chiuse però senza che i due ottenessero per i cavalieri giovanniti la restituzione di Malta, che rimase sotto il controllo inglese.
Una volta a Siena, Berlinghieri tornò ad occuparsi dell'Università, mantenendone la direzione anche quando, nell'autunno del 1826, assunse il ruolo di ministro residente del Granducato di Toscana alla corte di Carlo X a Parigi; solo tre anni dopo, nel 1829, la guida dell'ateneo senese passò ad un nuovo provveditore. A condividere con Berlinghieri la permanenza nella capitale francese sarebbe stata Giulia, figlia di Antonio e di Anna Rinieri de' Rocchi: venticinquenne, orfana della madre da due anni, Giulia sperava probabilmente di trovare durante il soggiorno parigino quella conveniente collocazione matrimoniale che a Siena tardava ad arrivare. Trovò invece l'amore, nella persona di Stendhal, che il 6 novembre 1830, con una lettera diventata famosa, certo di essere corrisposto, chiese la mano della giovane a Berlinghieri, ricevendone però un rifiuto. Per il resto, fin da subito, la convivenza del vecchio ambasciatore con Giulia non aveva mancato di suscitare, soprattutto a Siena, pettegolezzi e malignità, che in ultimo richiesero anche un intervento diretto del granduca. Nel 1832, in occasione di un ritorno in Toscana della coppia, Berlinghieri adottò formalmente Giulia e l'anno successivo lei convolò a nozze col cugino Giulio Martini, cosa che non le impedì di continuare a frequentare Stendhal negli anni successivi. Berlinghieri riprese il suo incarico a Parigi negli ultimi mesi del 1833, accompagnato questa volta dai due giovani sposi.
Nell'aprile 1837 divenne ambasciatore del Granducato anche presso la corte belga a Bruxelles; pochi mesi dopo Leopoldo II lo gratificò conferendogli il grado di commendatore dell'Ordine di San Giuseppe. Colto da ictus, morì il 17 gennaio 1838 a Parigi, trovando sepoltura nel cimitero di Montmartre. In seguito, l'8 febbraio 1843, Giulia ottenne il permesso dal Magistrato civico di Siena di erigere nella Biblioteca comunale una lapide - ora non più visibile - in memoria di Berlinghieri, con un epitaffio composto da Giuseppe Fracassetti.  Poeta, cultore dei classici e degli studi filosofici e storici, condotti nel solco della lezione di Giovan Battista Vico, le pubblicazioni di Berlinghieri - poche se raffrontate alla mole del materiale inedito - sembrano muovere da occasioni contingenti o rientrare all'interno della vita delle istituzioni culturali di cui fece parte.

## Archivio
Il Fondo Daniello Berlinghieri conservato presso Biblioteca comunale degli Intronati del Comune di Siena, fu donate in due riprese alla Biblioteca dal senatore Ferdinando Martini, nipote di Giulio Martini e della moglie di quest'ultimo, Giulia Rinieri de' Rocchi, figlia adottiva ed erede di Daniello. Il fondo contiene documentazione dal 1761 al 1842, è costituito prevalentemente dalla corrispondenza privata e pubblica, dai manoscritti di Berlingheri per lo più inediti, da raccolte di materiale bibliografico e da atti e materiali diversi.

## Opere
- Sull'indole del bello e del sublime, Firenze, Tipografia della Badia Fiesolana, 1820.
- Omaggio alle virtù degne di perpetua memoria di Anna Rinieri nata Martini, usciti a Siena, presso Giovanni Rossi e a Pisa, presso Niccolò Capurro, nel 1824.
- Lettre du commandeur Berlinghieri … à monsieur De Flassan …, Paris, imprimerie de Lachevardiere, [1829].
- Des causes qui aménèrent l'établissement de la République à Florence par le Commandeur Berlinghieri, imprimerie de P. Badouin, [s.a.].
- D. Berlinghieri, Notizie degli Aldobrandeschi, Siena, Porri, 1842, pp. 3-9.
- D. Berlinghieri (a cura di), Prose e poesie, Francesco Rossi, Siena 1800, in" «Atti dell'Accademia delle scienze di Siena detta dei Fisiocritici», VIII, 1800.